# Acantholycosa altaiensis
Acantholycosa altaiensis là một loài nhện trong họ Lycosidae.
Loài này thuộc chi Acantholycosa. Acantholycosa altaiensis được Yuri M. Marusik, Azarkina & Koponen miêu tả năm 2004.